# Honda Narishige
Honda Narishige est un nom japonais traditionnel ; le nom de famille (ou le nom d'école), Honda, précède donc le prénom (ou le nom d'artiste).
Honda Narishige (本多 成重, né en 1571 et mort le 25 juillet 1647) est un samouraï de la fin de l'époque Azuchi Momoyama et du début de l'époque d'Edo, qui sert le clan Tokugawa. Il devient plus tard daimyo.
Narishige naît au château de Hamamatsu, fils de Honda Shigetsugu, obligé des Tokugawa. Avec son père, il sert Tokugawa Ieyasu.
Après la soumission d'Ieyasu à Toyotomi Hideyoshi à la suite de la bataille de Komaki et Nagakute en 1584, Narishige est envoyé à Kyoto comme otage. Après avoir soutenu Ieyasu au cours de la bataille de Sekigahara, Narishige reçoit 5 000 koku de terres en 1602. Il est fait karō de Matsudaira Tadanao, fils de Ieyasu, en 1613, et reçoit le fief de Maruoka aux 40 000 koku de revenus. Narishige sert également durant le siège d'Osaka de 1614-1615). Peu après, lorsque Tadanao est exilé sur l'ordre du bakufu, Narishige devient daimyo indépendant à part entière. Ses revenus s'accroissent de 63 000 koku en 1623, et il passe les années qui suivent au renforcement de l'infrastructure logistique et politique de son domaine.
Narishige se retire au début de 1646, et laisse sa position de chef de la famille à son fils, Honda Shigeyoshi. Il meurt en 1647, à l'âge de 76 ans.

## Source de la traduction
- (en) Cet article est partiellement ou en totalité issu de l’article de Wikipédia en anglais intitulé « Honda Narishige » (voir la liste des auteurs).